# Papinsaari (ö i Finland, Birkaland, Tammerfors, lat 61,65, long 23,76)
Papinsaari är en ö i Finland. Den ligger i sjön Näsijärvi och i kommunen Tammerfors i den ekonomiska regionen Tammerfors och landskapet Birkaland, i den södra delen av landet, 180 km norr om huvudstaden Helsingfors. Öns area är 1,6 hektar och dess största längd är 200 meter i sydöst-nordvästlig riktning.